# Говоров, Александр Алексеевич
Александр Алексеевич Говоров (19 августа 1925, Мценск — 26 сентября 2003, Москва) — советский и российский историк и писатель. Кандидат филологических наук, доктор исторических наук, профессор. Один из авторов «Книга: энциклопедия».

## Биография
Из старинного дворянского рода. Родился в учительской семье. Учился в московских школах № 7 и № 528.
В годы Великой Отечественной войны работал на военном заводе.
Поступил в Московский государственный педагогический институт им. В. И. Ленина, но в 1948 г. был осуждён по статье 58-10, часть 2. Отбывал наказание в Бутырской тюрьме, в лагерях Воркуты и Мордовии. Освобождён в 1953 г.
В 1955 г. окончил Московский государственный педагогический институт им. В. И. Ленина, некоторое время работал воспитателем в детском доме. Работу учителем по причине судимости по политической статье найти не смог, поэтому пошел в книготорговлю (в 1942 г. работал в букинистическом магазине в Москве). С 1955 года служил в Москниготорге, с 1958 — в Управлении торговли Центросоюза.
В 1958—1964 годы преподавал в Московском кооперативном институте. С 1964 года — декан, профессор (1982), заведующий кафедрой Московского полиграфического института.
В 1969 году защитил диссертацию на соискание учёной степени кандидата филологических наук по теме «История книжной торговли как научная дисциплина»
В 1980 году защитил диссертацию на соискание учёной степени доктора исторических наук по теме «Историко-книговедческое исследование строительства социалистической книжной торговли в СССР»
Дружил с реставратором Недовичем Николаем Дмитриевичем.
Похоронен в Москве на Хованском кладбище.

## Семья
Воспитал четверых детей: Марию, Алексея, Александра и Елену.

## Научная деятельность
Историк книги, книговед. Изучал историю книги, особенно книжной торговли и книгораспространения. Автор и соавтор 15 учебников, в том числе первого в мире учебника для антикваров-букинистов (Букинистическая торговля. — М., 1990).

### Избранные труды
- Говоров А. А. История книжной торговли : Учеб. пособие для книготорг. и кооп. техникумов. — М.: Книга, 1966. — 264 с. — 15 000 экз.
- Говоров А. А., Виноградова Л. Первые книжные магазины Госиздата // Кн. торговля. — 1971. — № 7. — С. 74—75.
- Говоров А. А. История книжной торговли в СССР : учебное пособие для студентов вузов  / Говоров, Александр Алексеевич, Автор (Author); Куйбышева, Г. И., Редактор (Editor). - Москва : Книга, 1976. - 398, [2] с.: таблицы; 21 см.- Библиография в подстрочных примечаниях.- 10000 экземпляров.-   (В переплёте) : 96 к.
- Виноградова Л. А. История книжной торговли : учебник для книготорговых техникумов [печатный текст] / Виноградова, Людмила Анатольевна, Автор (Author); Говоров, Александр Алексеевич, Автор (Author); Люблинский, Сергей Борисович, Автор (Author); Силантьева, Эльвира Алексеевна, Автор (Author); Куйбышева, Г. И., Редактор (Editor); Верховский, Семен Семёнович, Художник (Artist); Баренбаум, Иосиф Евсеевич, Автор обозрения, рецензии (Reviewer). - Издание 2-е, исправленное и дополненное. - Москва : Книга, 1982. - 286, [2] с.: ил.; 21 см.- Библиография в подстрочных примечаниях.- Библиогр. в конце глав.-Библиографический список: с. 278, 279.- Указ. имен: с. 280-284.- 10000 экземпляров.-   (В переплёте)
- Говоров А. А., Голева О. П., Дорошевич А. В. и др. Букинистическая торговля : Учеб. для вузов. — М.: Изд-во МПИ, 1990. — 233 с. — 23 120 экз. — ISBN 8-7043-0128-2.
- Говоров А. А., Лопатина Т. Первые московские букинисты // В мире книг. — 1973. — № 7. — С. 67—68.
- Говоров А. А. Беловицкая, Алиса Александровна // Книга: Энциклопедия / Редкол.: И. Е. Баренбаум, А. А. Беловицкая, А. А. Говоров и др. — М.: Большая Российская энциклопедия, 1998. — 800 с.: илл. ISBN 5-85270-312-5

## Литературная деятельность
Писать исторические романы мечтал ещё в детстве. Первое стихотворение — «Имя вождя» — опубликовал в газете «Педагогические кадры» 5 января 1946 года. В 1940-х гг. написал две повести: «Книга бытия» и «По ту сторону ночи» (нигде не опубликованы, послужили поводом для ареста). Член Союза писателей с 1975 г. Получил известность как автор семи исторических романов и повестей, опубликованных в 1960—1990 годы:
- «Алкамен — театральный мальчик», 1962
- «Флореаль», 1968
- «Последние Каролинги», 1972
- «Жизнь и дела Василия Киприанова, царского библиотекариуса», 1979
- «Санкт-Петербургские кунсткамеры, или Семь светлых ночей 1726 года», 1985
- Смирдин и сын : исторический роман. — Москва: Детская литература, 1991. — 398 с. — 100000 экземпляров. — ISBN 5-08-001594-2
- «Византийская тьма», 1994

Эти произведения вошли в собрание сочинений:
- Говоров А. А. Собрание сочинений : В 4-х т. — М.: Терра, 1993. — 50 000 экз. — ISBN 5-85255-245-3.